# Émile Levassor
Pour les articles homonymes, voir Levassor.
Émile Constant Levassor, né le 21 janvier 1843 à Marolles-en-Hurepoix (Essonne) et mort le 14 avril 1897 dans le 13e arrondissement de Paris, est un ingénieur français. 

## Biographie

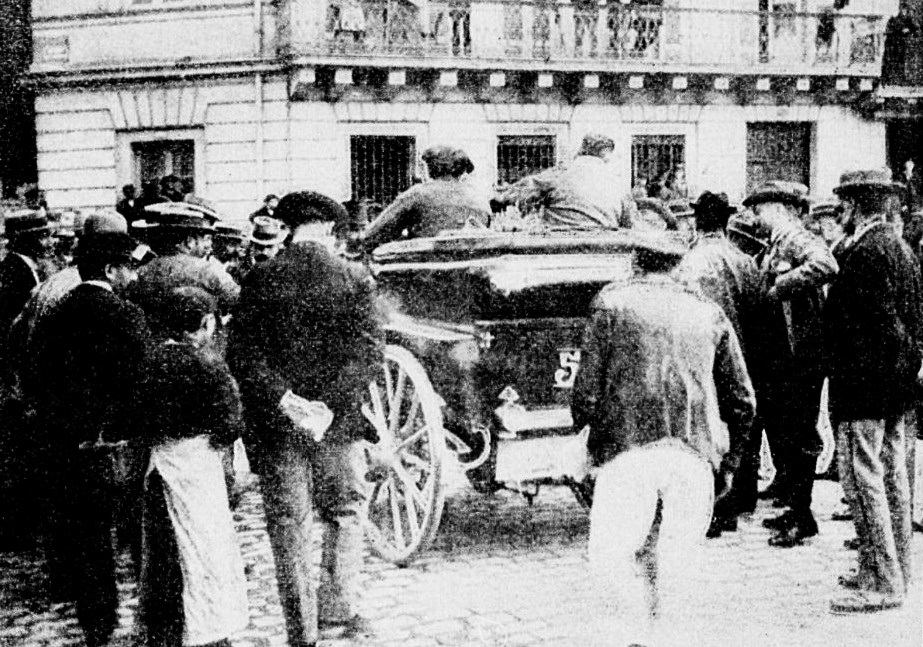
Émile Levassor au virage à Bordeaux, lors du Paris-Bordeaux-Paris 1895 : devant le Café anglais, aux allées de Tourny, 5 min d'arrêt et une coupe de champagne avec M. Cazalet, l'adjoint au maire.

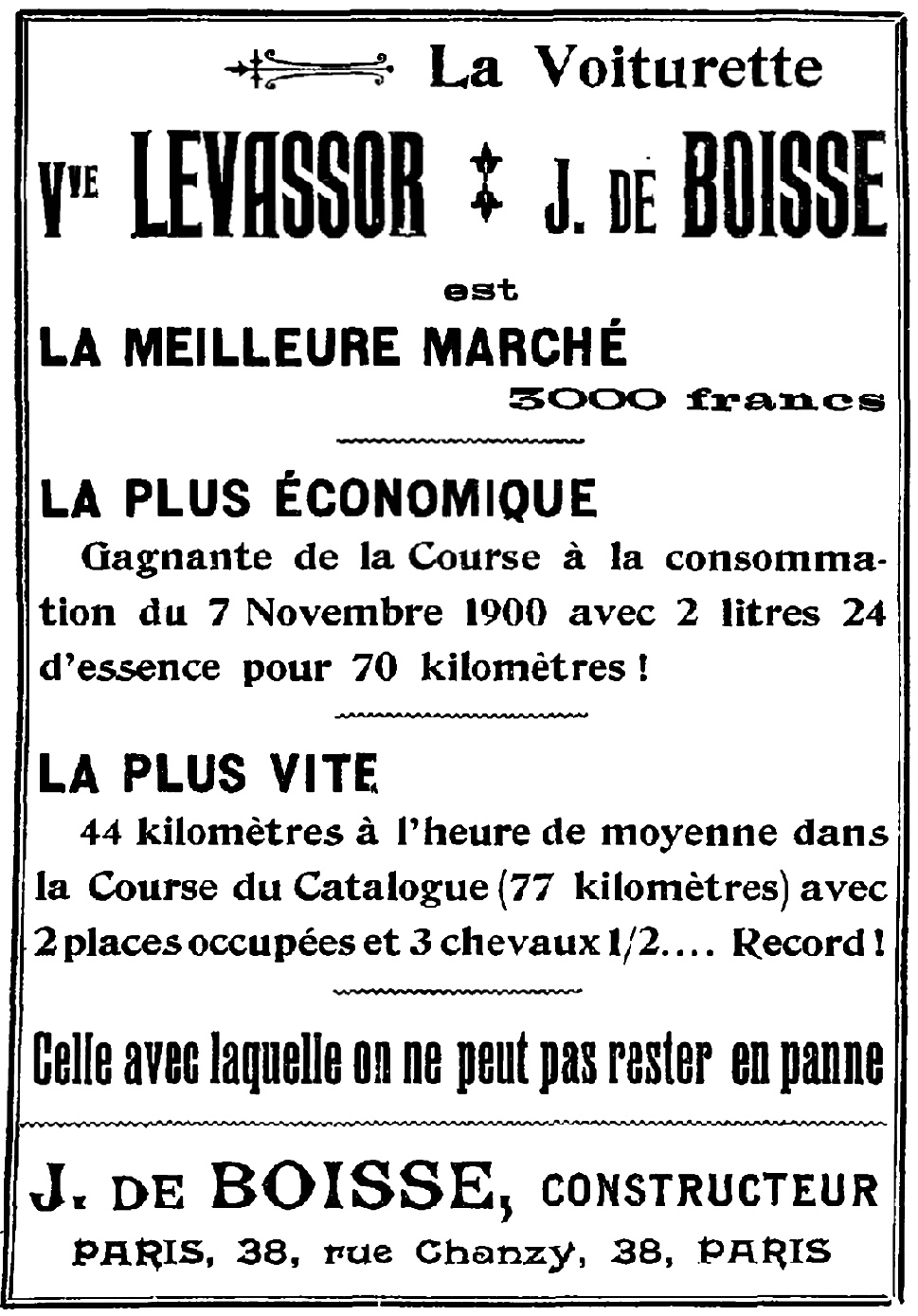
Levassor (1900).

Il est le fils d'Étienne Constant Levassor, fermier propriétaire, et de Justine Marcou.
Après des études d'ingénieur à l'École Centrale Paris, il est engagé chez Cockerill, en Belgique. 
Son ancien condisciple René Panhard fait appel à lui en 1872 et Levassor devient actionnaire de la « Périn, Panhard & Cie » à hauteur de 10 %. Ils s'intéressent aux moteurs à gaz et leur production en série débute en 1876. A la mort de Jules Périn en 1886, l'entreprise est renommée « Panhard & Levassor ». Ils sont approchés par le représentant pour la France des moteurs à pétrole Gottlieb Daimler, Édouard Sarazin, dont Levassor épouse la veuve en 1890. Panhard et Levassor commencent alors la production sous licence des moteurs « Daimler » et la construction de voitures à pétrole. Armand Peugeot leur présente la même année un premier quadricycle. Levassor met au point l'allumage par incandescence : un brevet est déposé le 24 août 1891 et débute en novembre la production de trente automobiles « Panhard & Levassor », dont cinq sont vendues la première année. L'industrie automobile est née.
Levassor participe à des courses automobiles (après avoir terminé septième du Paris-Rouen en juillet 1894 derrière Hippolyte Panhard (fils de René) arrivé quatrième, il gagne moins d'un an plus tard l'une des toutes premières courses sur « engin à pétrole », le Paris-Bordeaux-Paris de juin 1895, mais il est finalement disqualifié, sa voiture n'étant pas une quatre-places conforme au règlement). Le 27 septembre 1896, il est blessé lors d'un accident à Lapalud dans le Haut Vaucluse en tentant d'éviter un chien dans la course Paris-Marseille-Paris. Resté fragile après cet accident, il meurt à sa table de dessin le 14 avril 1897, âgé de cinquante-quatre ans.
Après des obsèques à l'église Notre-Dame-de-la-Gare de Paris, le 17 avril 1897, il est inhumé au cimetière Saint-Chéron de Chartres.
Lydie Sarazin-Levassor, écrivain français, était sa petite-fille adoptive et l'une de ses héritiers.

## Hommages à Émile Levassor
En 1889, Levassor est nommé chevalier de la Légion d'honneur.
Le 26 novembre 1907, un monument de pierre est inauguré à l'entrée du bois de Boulogne en l'honneur d'Émile Levassor et des pionniers de l'industrie et du sport automobile. Le sculpteur Jules Dalou représente Levassor au volant de la voiture sur laquelle il a gagné la course Paris-Bordeaux-Paris. Ce monument, financé par une souscription publique, est offert à la ville de Paris. L'artiste est à l'origine du monument, mais meurt avant sa réalisation, exécutée selon les plans de Dalou par Camille Lefèvre. En raison des travaux de construction du boulevard périphérique, le monument est déplacé en 1972 dans le square Alexandre-et-René-Parodi, boulevard de l'Amiral-Bruix dans le 16e arrondissement de Paris.
En 1932, la ville de Paris ouvre la rue Émile-Levassor en sa mémoire. Depuis 1991, il existe également dans la même ville un quai Panhard-et-Levassor. La marque de fabrique de ce constructeur est un monogramme associant les lettres P et L, initiales des patronymes des deux fondateurs. Alors qu'après-guerre les camions, voitures et autres véhicules produits par la société ne portent plus que le nom de Panhard, ce monogramme « PL » demeure jusqu'à la fin de la production de voitures particulières en 1967, en souvenir d'Émile Levassor.
À Lapalud (Haut Vaucluse) où eut lieu l'accident de Levassor et Hostingue, son mécanicien, lors de la course Paris-Marseille-Paris, une stèle est érigée à l'entrée sud du village en bordure de la RN7 à l'endroit même de l'accident.

## Galerie

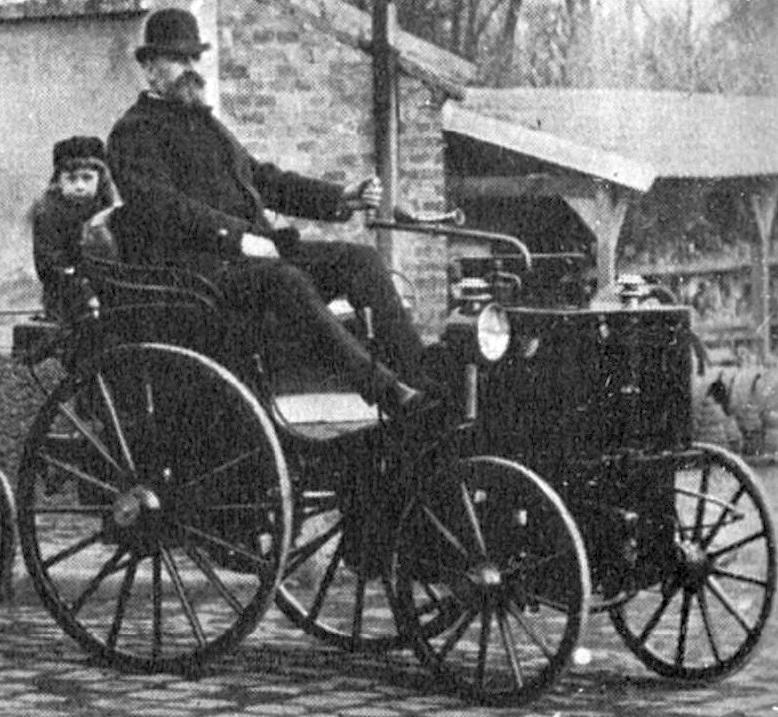
Émile Levassor au guidon d'un véhicule P&L en 1892.
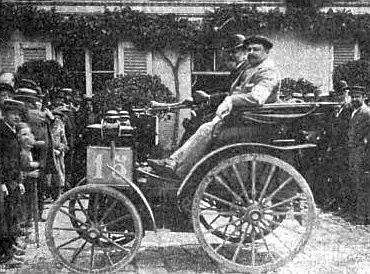
La Panhard & Levassor no 15 d'Émile Levassor au Paris-Rouen 1894.
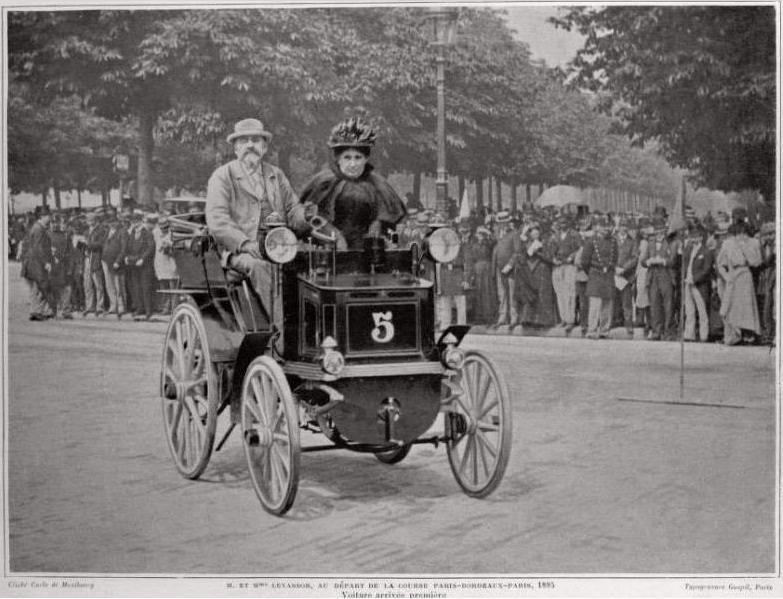
Émile Levassor et son épouse, au départ de Paris-Bordeaux-Paris 1895.
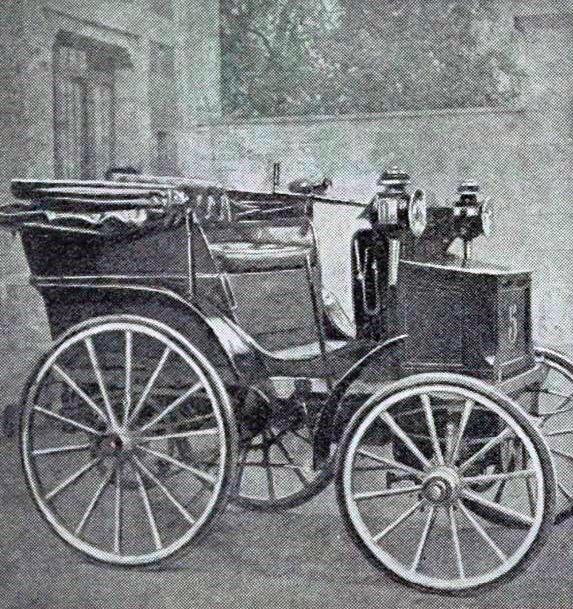
La Panhard & Levassor no 5 d'Émile Levassor et Charles d'Hostingue, victorieuse du Paris-Bordeaux-Paris 1895.
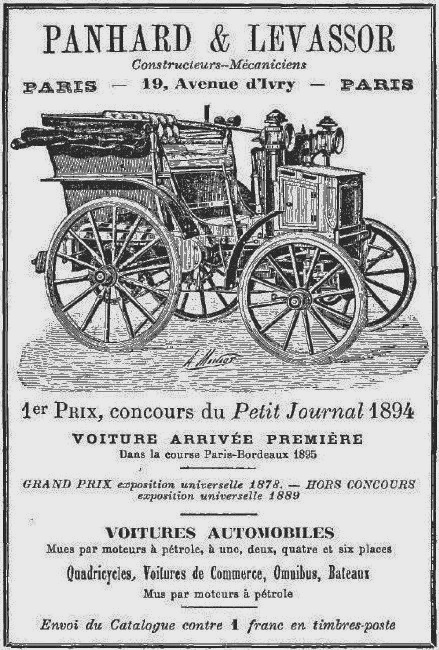
Publicité Panhard (1896).
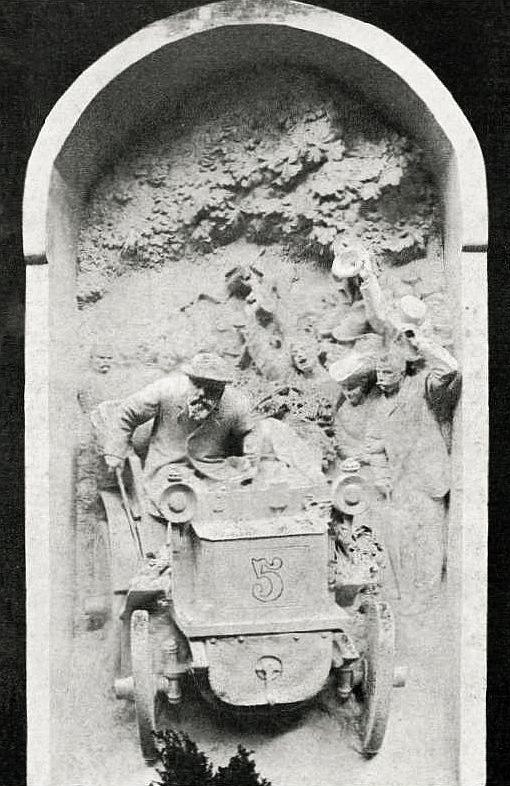
Le Triomphe de Levassor (esquisses de Jules Dalou, sculpteur Camille Lefèvre - maquette du futur monument, en 1904).
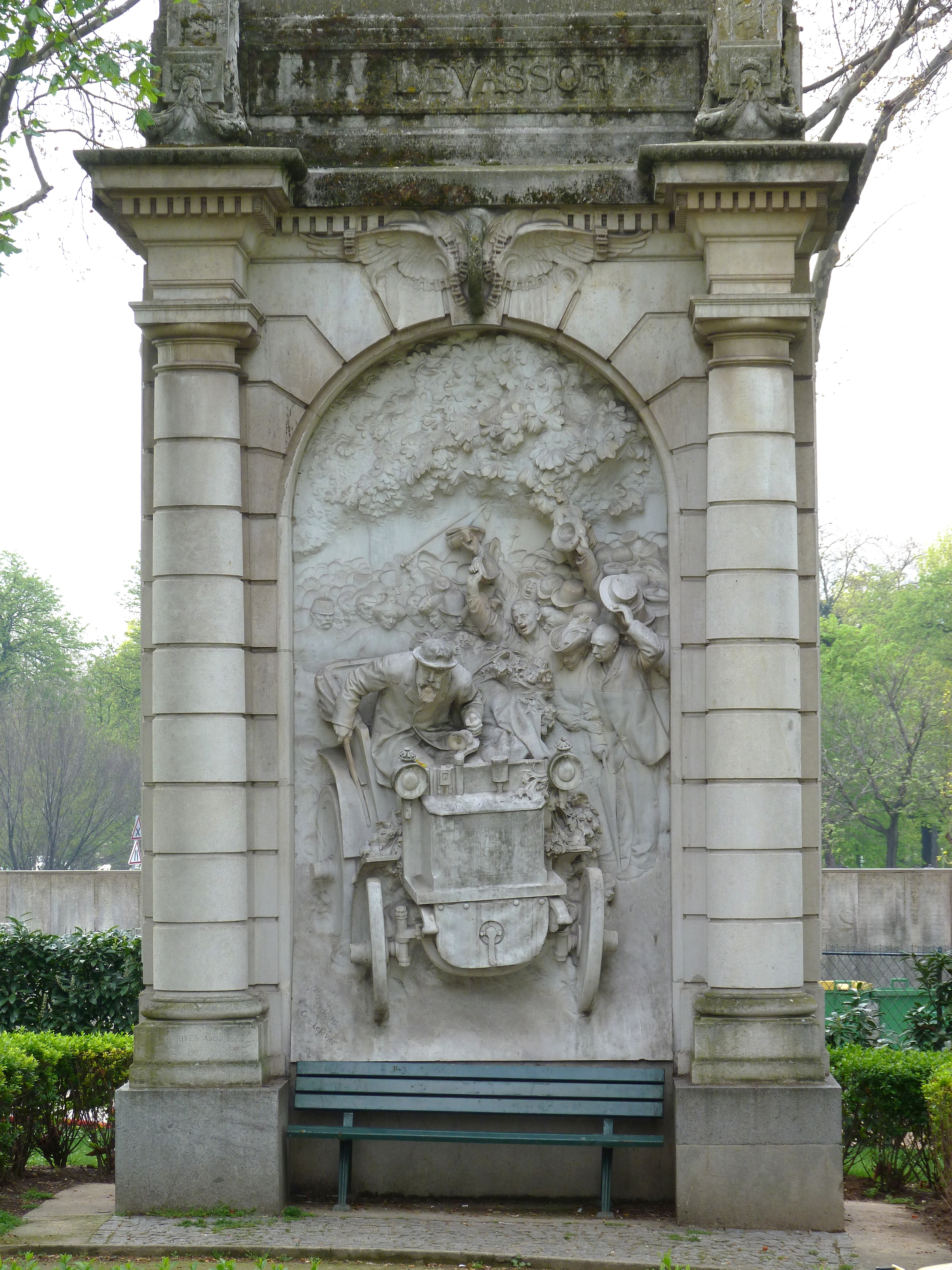
Monument à Émile Levassor (1907) par Camille Lefèvre (d'après esquisses de Jules Dalou).